# Hubert Annen

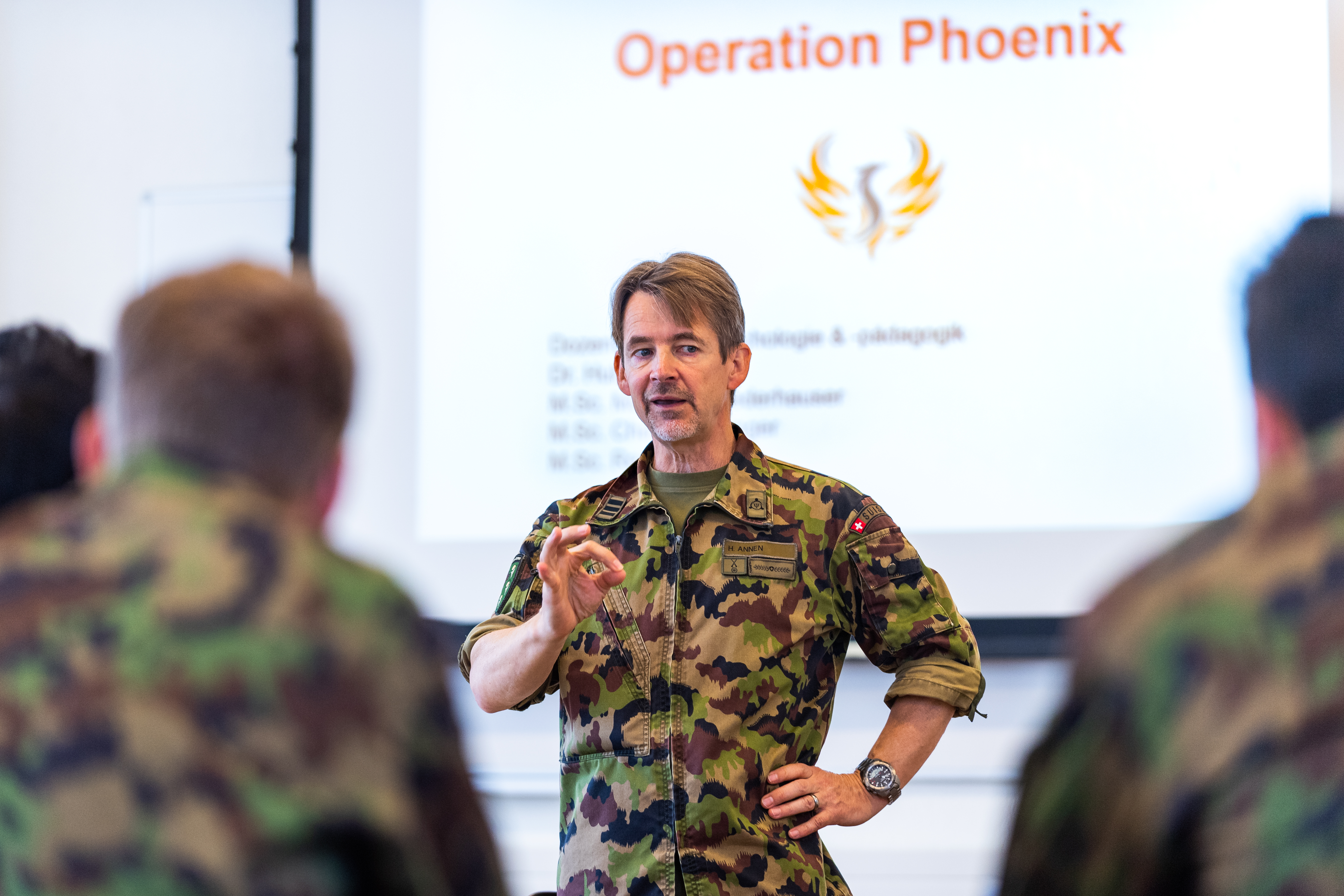
Hubert Annen, 2019

Hubert Annen (* 11. Juli 1963) ist ein Schweizer Psychologe, Militärwissenschaftler, Oberst der Schweizer Armee und Titularprofessor der Universität Zürich. Er leitet seit 1999 die Dozentur für Militärpsychologie und Militärpädagogik an der Militärakademie an der ETH Zürich.

## Berufliche Laufbahn
Hubert Annen war zunächst als Primarlehrer tätig. Es folgte ein Studium der Psychologie, Pädagogik und Neuropsychologie an der Universität Zürich, welches er 1996 abschloss. Im selben Jahr wurde er Lehrbeauftragter für Menschenführung an der Zürcher Hochschule für Angewandte Wissenschaften (ZHAW) sowie Assistent an der Dozentur für Menschenführung und Kommunikation an der Militärakademie an der ETH Zürich (MILAK).
Im Dezember 1999 erfolgte die Promotion zum Dr. phil in Psychologie an der Universität Zürich mit einer Dissertation über Personalbeurteilung. Weiter wurde Annen zum Dozenten für Militärpsychologie und -pädagogik an der MILAK ernannt. Von 2008 bis 2013 war er zudem als Chef Forschung & Lehre in derselben Institution tätig.
Im Februar 2023 wurde Hubert Annen von der Erweiterten Universitätsleitung der Universität Zürich zum Titularprofessor ernannt.
Annen absolvierte zwei Forschungsaufenthalte in den USA und einen in England:
- Oktober 2007 – März 2008: Visiting Scholar an der University of South Florida, Tampa/FL
- Juli 2014 – August 2015: Visiting Professor an der U.S. Military Academy, West Point/NY
- September 2022 - Juni 2023: Senior Research Fellow am Changing Character of War Centre (CCW), Pembroke College, University of Oxford.

## Forschungsschwerpunkte
Hubert Annen beschäftigt sich in seinen wissenschaftlichen Arbeiten mit diversen Aspekten der Militärpsychologie und -pädagogik. Die Schwerpunkte seiner Forschung liegen in den Bereichen Personalbeurteilung und -selektion, Stress- und Resilienzforschung sowie Grundlagen der Militärpsychologie und -pädagogik.
Grundlagen der Militärpsychologie und -pädagogik
- Militärische Erziehung - Möglichkeiten und Grenzen
- Motivation, Arbeitszufriedenheit und Commitment im militärischen Kontext
- Umgang mit Autorität, Macht und Gehorsam
- Werte und Tugenden

Personalbeurteilung und -selektion
- Qualitätskriterien im Beurteilungsprozess
- Beurteilungsfehler und Gegenmassnahmen
- Feedback

Stress und Resilienz
- Stress am Arbeitsplatz
- Stress in der militärischen Ausbildung
- Resilienz - Faktoren der psychischen Widerstandskraft und Massnahmen zu deren Stärkung

## Militärische Laufbahn
Hubert Annen durchlief als Milizoffizier der Schweizer Armee folgende Stationen:
- 1985–1996: Offizier der Radfahrertruppen
- 1996–1999: Hauptmann, Militärwissenschaftliche Arbeitsgruppe des Kdt Heer (MWA)
- 1999–2003: Major, TID Of Stab Inf Rgt 6
- 2004–2006: Chef Medien Ter Reg 4
- 2007–2008: Oberstleutnant, Of zur Vf Kdt Inf Br 4
- Seit 2008: Oberst, Fachstab PPD A

## Weitere Aktivitäten
Neben seiner Funktion als Dozent an der MILAK ist Hubert Annen in verschiedenen Institutionen und Verbänden im In- und Ausland tätig:
National:
Schweizer Armee
- 1996-2023: Wissenschaftlicher Leiter der Assessment Center für Angehende Berufsoffiziere (ACABO), Berufsunteroffiziere (ACABU), Verteidigungsattachés (ACAVA) und Generalstabsoffiziere (AC Gst Of) der Schweizer Armee

Swiss Assessment (2006 gegründet als: Arbeitskreis Assessment Center Schweiz)
- 2006–2012: Präsident
- Seit 2012: Chef Qualitätskommission
- Seit 2013: Ehrenmitglied

Swiss Positive Psychology Association (SWIPPA)
- Gründungsmitglied
- 2014–2018: Vorstandsmitglied
- 2018 und 2024: Durchführung der SWIPPA-Fachtagung
- Seit 2018: Ehrenmitglied

Gastdozent an den Universitäten Fribourg & Luzern sowie an den Fachhochschulen Nordwestschweiz und Graubünden.
International:
International Military Testing Association (IMTA): Mitglied Steering Committee seit 2003, Vorstandsvorsitzender von 2016 bis 2022, Chairman an den IMTA-Jahreskonferenzen 2010 & 2017, Träger des Harry Greer Awards
International Applied Military Psychology Symposium (IAMPS): Chairman 2013, Co-Chair 2014, Chairman 2023
Society for Military Psychology (APA Division 19): Mitglied International Committee, Presidential Citation 2019

## Publikationen (Auswahl)
Journalartikel (Auswahl)
- Goldammer, Ph., Annen, H., Stöckli, P., & Jonas, K. (in press). Careless responding in questionnaire measures: Detection, impact, and remedies. The Leadership Quarterly.
- Nakkas, C., Annen, H., & Brand, S. (2019). Somatization and Coping in Ethnic Minority Recruits. Military Medicine, 184, 680-685.
- Eggimann, N. & Annen, H. (2018). Die Wertekultur der Schweizer Armee unter der Lupe. Allgemeine Schweizerische Militärzeitschrift, 9, 42-43.
- La Marca, R., Boesch, M., Sefidan, S., Annen, H., & Ehlert, U. (2017). Inverse effects of optimism and resilience on the acute stress reactivity of the autonomic nervous system. Psychoneuroendocrinology, 83, 15-16.
- Annen, H., Nakkas, C., Bahmani, D.S., Gerber, M., Holsboer-Trachsler, E., & Brand, S. (2017). Vulnerable narcissism as key link between Dark Triad traits, mental toughness, sleep quality and stress. European Psychiatry, 41, 261.
- Wissmath, B., Schneider, A., & Annen, H. (2016). Mentales Training zur Vorbereitung auf Extremsituationen. Allgemeine Schweizerische Militärzeitschrift, 182(6), 40-41.
- Nakkas, C., Annen, H., & Brand, S. (2016). Psychological distress and coping in military cadre candidates. Neuropsychiatric Disease and Treatment 12, 2237-2243.
- Annen, H., Goldammer, Ph., & Szvircsev Tresch, T. (2015). Longitudinal Effects of OCB on Cadre Selection and Pursuing a Career as Militia Cadre in the Swiss Armed Forces. Military Psychology, 27, 9-21.
- Annen, H. (2013). Psychologisches Know-how als Erfolgsfaktor. Allgemeine Schweizerische Militärzeitschrift, 10/2013.
- Annen, H., & Goldammer, Ph. (2013). Gewinnung und Selektion von Milizkadern. Allgemeine Schweizerische Militärzeitschrift, 01/02/2013, 36-37.
- Proyer, R.T., Annen, H., Eggimann, N., Schneider, A., & Ruch, W. (2012). Assessing the «Good Life» in a Military Context: How Does Life and Work-Satisfaction Relate to Orientations to Happiness and Career-Success Among Swiss Professional Officers? Social Indicators Research, 106(3), 577-590.
- Annen, H. (2012). Die Kehrseite der Medaille. Wenn Rituale zum Selbstzweck werden. Erwägen – Wissen – Ethik, 23/2012(2), 176-177.
- Annen, H. (2012). Psychische Fitness in der Armee. psychoscope, 3/2012, 8-11.
- Annen, H., Seiler, S., & Jonas, K. (2010). Military Psychology in Switzerland: A Short Story With A Long History. Swiss Journal of Psychology, 69, 75-82.

Bücher und Buchkapitel (Auswahl)
- Jalili, D., & Annen, H. (Hrsg., 2019). Professional Military Education - A Cross-Cultural Survey. Frankfurt: Peter Lang.
- Matthews, M.D., Lerner, R. M., & Annen, H. (2019). Noncognitive Amplifiers of Human Performance: Unpacking the 25/75 Rule. In Matthews, M.D., & Schnyer, D.M. (Hrsg.), Human Performance Optimization: The Science and Ethics of Enhancing Human Capabilities. Oxford: Oxford University Press.
- Annen, H., Nakkas, C., & Gehring, T.M. (2017). "What If?” the Swiss Armed Forces’ Approach to Military Psychology. In Bowles, S.V., & Bartone, P.T. (Hrsg.), Handbook of Military Psychology. Basel: Springer International Publishing.
- Annen, H. (2017). The Impact of Selection and the Assessment Center Method on Leader Development. In Clark, M., Gruber, M.G., & Craig, W. (Hrsg.), Leader Development Deconstructed. Basel: Springer International Publishing.
- Annen, H. (2016). Stell dir vor, es ist Coaching, und keiner geht hin …In Wegener, R., Loebbert, M., & Fritze, A. (Hrsg.). Zur Differenzierung von Handlungsfeldern im Coaching. Wiesbaden: VS Verlag für Sozialwissenschaften.
- Annen, H., Nakkas, C., & Mäkinen, J. (Hrsg.). (2013). Thinking and acting in military pedagogy. In Jung, H., & Royl, W. (Hrsg.). Studies for military pedagogy, military science & security policy, 12. Frankfurt: Peter Lang.
- Annen, H., & Royl, W. (Hrsg. 2010). Educational challenges regarding military action. In Jung, H. & Royl, W. (Hrsg.). Studies for military pedagogy, military science & security policy, 11. Frankfurt: Peter Lang.
- Annen, H., & Ebert, J. (2010): Assessment-Center. Mehr Sicherheit im Karrieretest. Zürich: Orell Füssli.